# Iasînove, Bârzula
Iasînove (în ucraineană Ясинове) este un sat în comuna Cuialnic din raionul Bârzula, regiunea Odesa, Ucraina.

## Demografie
Componența lingvistică a localității Iasînove
     Ucraineană (96,55%)
     Rusă (3,45%)
Conform recensământului din 2001, majoritatea populației localității Iasînove era vorbitoare de ucraineană (96,55%), existând în minoritate și vorbitori de rusă (3,45%).